# Littérature brésilienne
La littérature brésilienne désigne ici l'ensemble des littératures, orales ou écrites, en tout lieu, à toute époque, au Brésil ou par des Brésiliens (population et lectorat de 213 445 417 en 2021, pour 3 millions vers 1800 et 17 vers 1900), ou par les diasporas, en toute langue, autochtone ou importée, principalement en portugais.

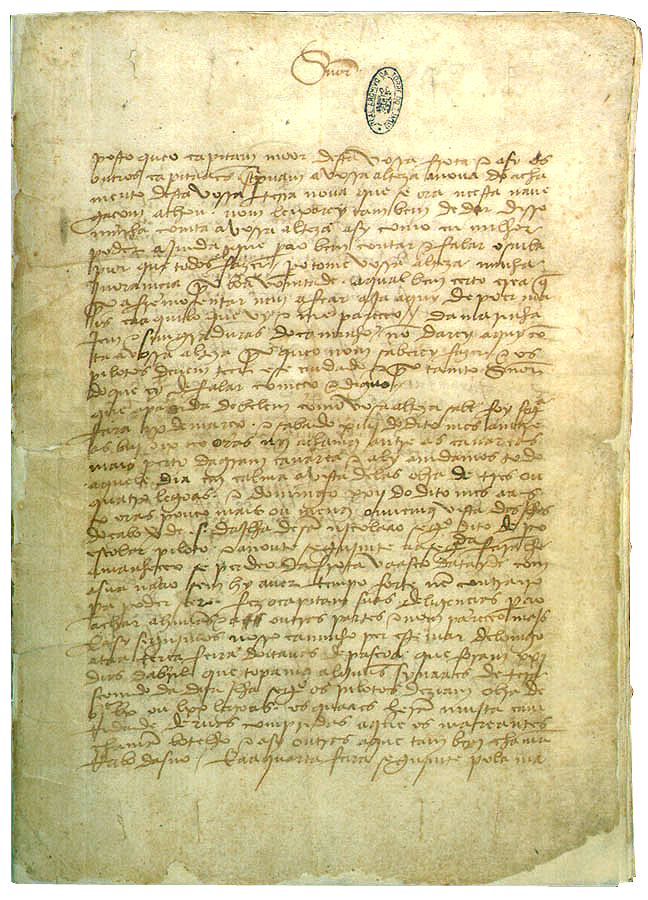
Lettre de Pero Vaz de Caminha, 01 mai 1500

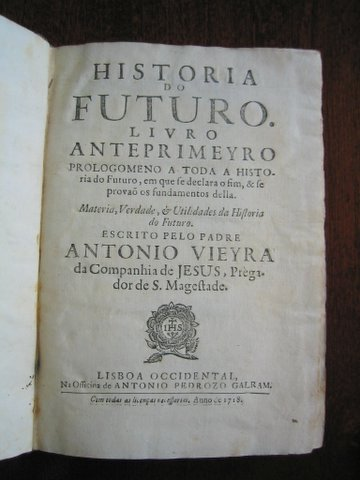
António Vieira, Histoire du futur

## Repères historiques
- Avant 1500 : Préhistoire du Brésil, Amérindiens, Peuples indigènes sil
- 1500 : découverte du Brésil
- 1500-1815 : Brésil colonial
- 1815-1822 : Royaume-Uni de Portugal, du Brésil et des Algarves
- 1822-1889 : Empire du Brésil
- 1888 : abolition de l'esclavage au Brésil
- 1889-1930 : República Velha  (República dos Estados Unidos do Brasil), dite République du café au lait
- 1930 : Révolution de 1930
- 1930-1945 : Estado Novo, dictature de Getúlio Vargas (1882-1954)
- 1945-1964 : Deuxième République, Quatrième République, République populiste, République neuve, République de 46, République des États-Unis du Brésil
- 1964-1985 : dictature militaire
- 1985- : Nouvelle République, Nova República (pt)
- Rébellions et révolutions au Brésil
- Langues au Brésil, Langues du Brésil, portugais brésilien (97 %), et près de 250 langues (indigènes ou non) (contre 1078 langues indigènes supposées exister avant la découverte), minoritaires
- Groupes ethniques au Brésil

## Histoire littéraire

### Amérindiens
Chacque langue amérindienne véhicule une compréhension du monde, une interprétation, une mythologie, avec toute une littérature orale, chants, contes, récits, discours... dont

### XVIesiècle

#### Découvreurs européens
- Pero Vaz de Caminha (1450c-1500), Lettre de Pero Vaz de Caminha (1500)
- André Thevet (1516-1590), Les Singularitez de la France antarctique (1558)
- Hans Staden (1525-1579), Warhaftig Historia und beschreibung eyner Landtschafft der Wilden (1557)
- Jean de Léry (1536-1613), Histoire d'un voyage faict en la terre du Brésil, autrement dite Amérique (1578)
- Gabriel Soares de Sousa (pt) (1540-1591), Tratado Descriptivo do Brasil em 1587

### XVIIesiècle
Les religieux, et particulièrement ceux de la Compagnie de Jésus, ont eu une intense activité : traduction, publication, prédication, mais aussi inquisition.
Un des plus mémorables est António Vieira (1608-1697), prêtre jésuite portugais, orateur, prédicateur, écrivain de renom.

#### Baroque
- Manuel da Nóbrega (1517-1570)
- José de Anchieta (1537–1597)
- Bento Teixeira                       (1560 - 1618)
- Frei Vicente do Salvador             (1564 - 1636/1639)
- António Vieira (1608-1697)
- Gregório de Matos (1636-1696), Sacra, Lírica, Graciosa, Satírica, Última
- Manuel Botelho de Oliveira           (1636 - 1711)
- Nuno Marques Pereira                 (1652 - 1731)
- Sebastião da Rocha Pita              (1660 - 1738)
- Manuel de Santa Maria (1704-1768)

### XVIIIesiècle

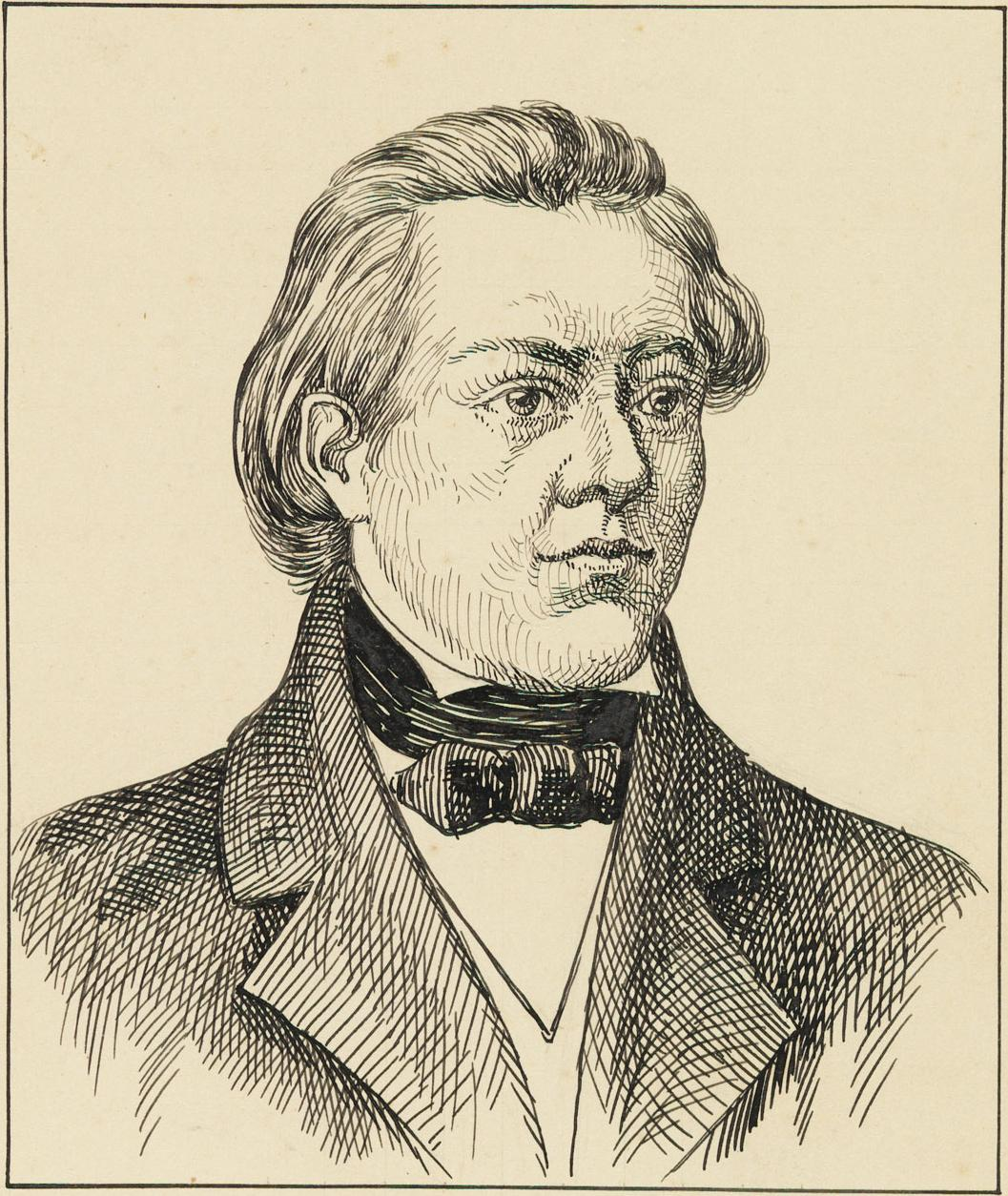
Basílio da Gama
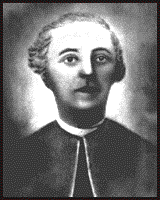
Cláudio Manuel da Costa
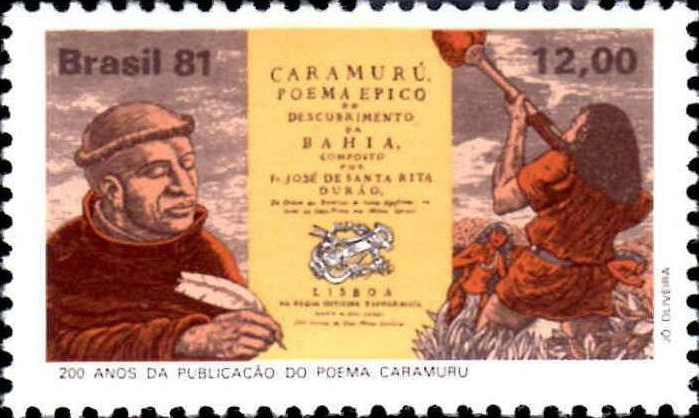
Santa Rita Durão
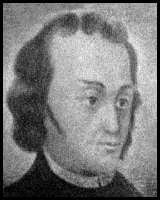
Sousa Caldas
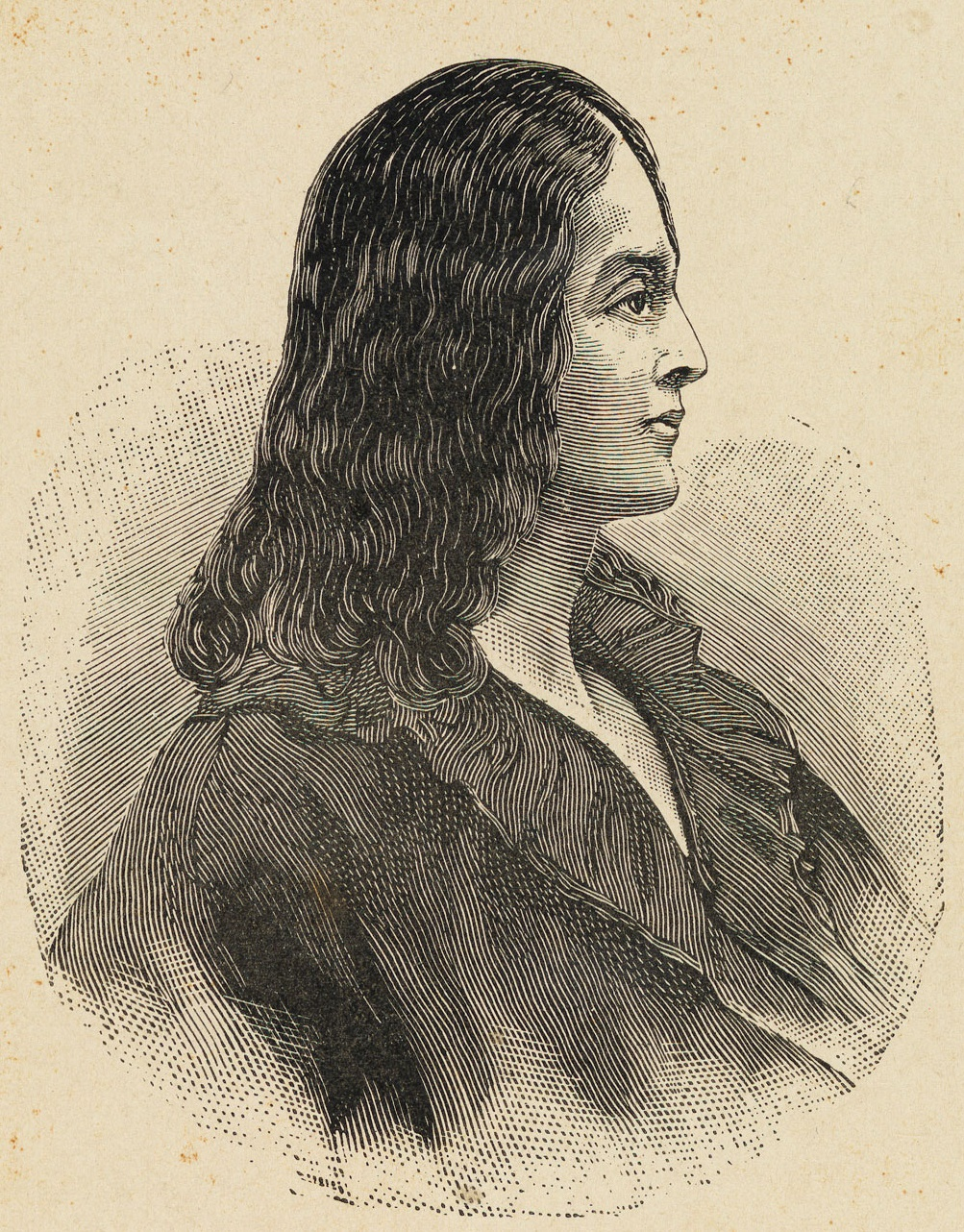
Tomás Antônio Gonzaga

#### Arcadisme
L'arcadisme (pt) (1756-1825) produit surtout une poésie pastorale ou bucolique, tendance rococo :
- Alvarenga Peixoto (1742-1792)
- Basílio da Gama                      (1741 - 1795)
- Cláudio Manuel da Costa              (1729 - 1789)
- Santa Rita Durão                     (1722 - 1784)
- Manuel Inácio da Silva Alvarenga (1749 - 1814)
- Sousa Caldas (pt)                         (1762 - 1814)
- Tomás Antônio Gonzaga (1744–1810)

#### Néo-classicisme
- José de Santa Rita Durâo (1722c–1784), Caramurú (1781)
- Cláudio Manuel da Costa (1729-1789)
- José Basílio da Gama (1740-1795), poète, O Uraguai (1769)
- Tomás Antônio Gonzaga (1744-1810), poète, Marília de Dirceu (en), Cartas Chilenas (en)
- Inácio José de Alvarenga Peixoto (1744-1793)
- Manuel Inácio da Silva Alvarenga (1749-1814), Le Déserteur des lettres (1774), Glaura (1799)

### XIXesiècle
- José Bonifácio de Andrada e Silva (1763-1838), naturaliste

#### Romantisme
- Romantisme au Brésil (pt)
- Indianisme
- Ultra-romantisme (Ultrarromantismo)

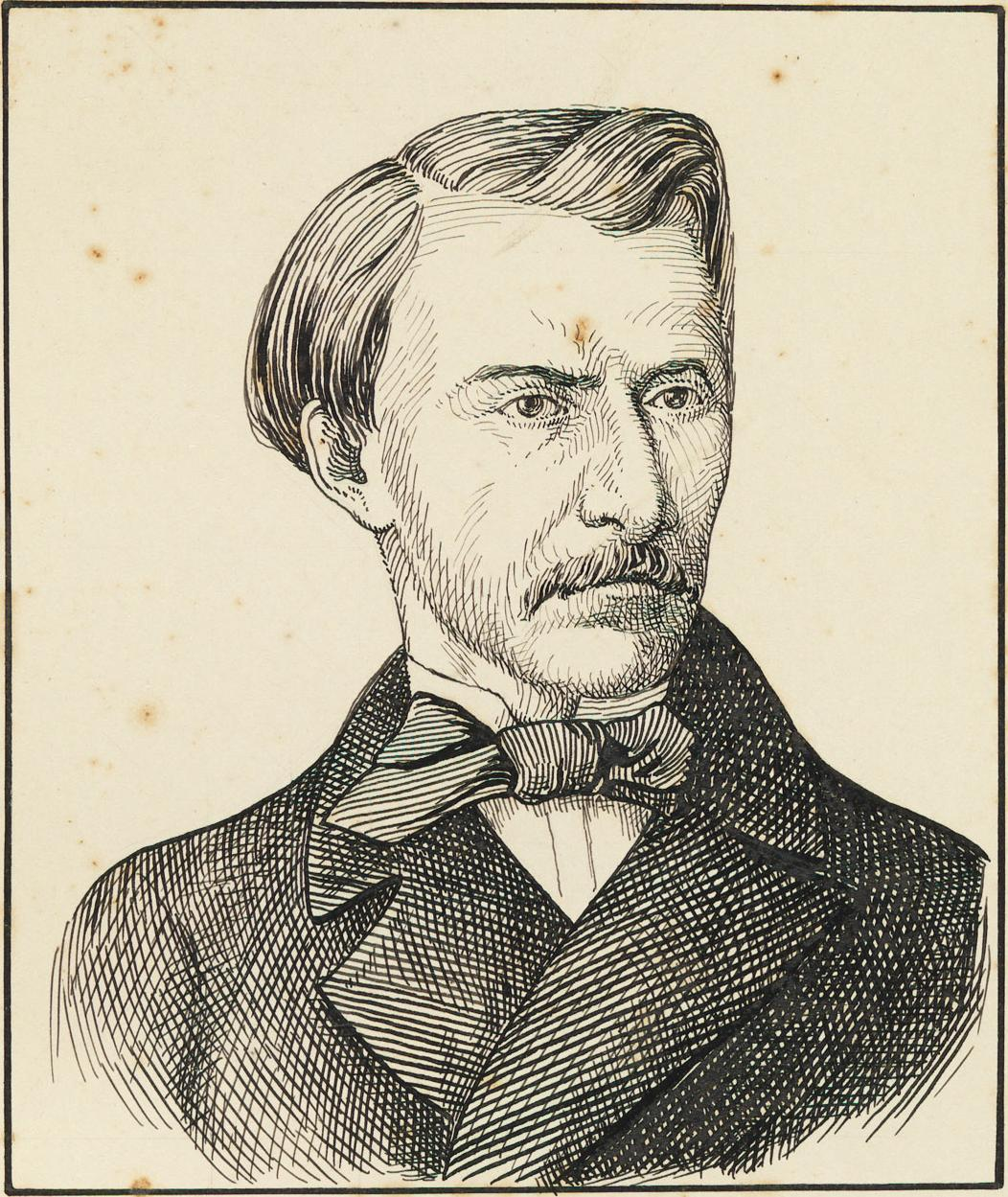
Domingos José Gonçalves de Magalhães
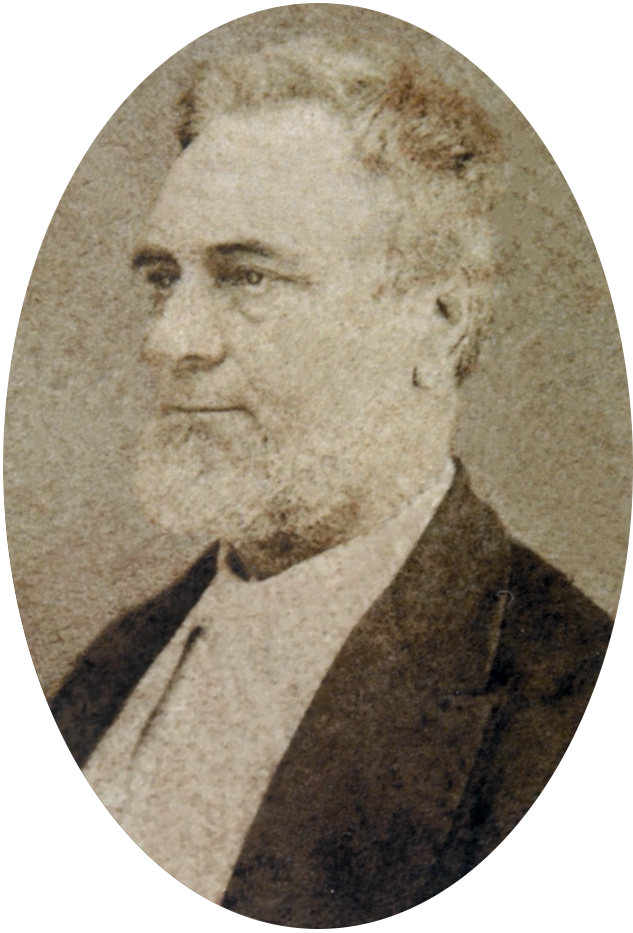
Joaquim Manuel de Macedo
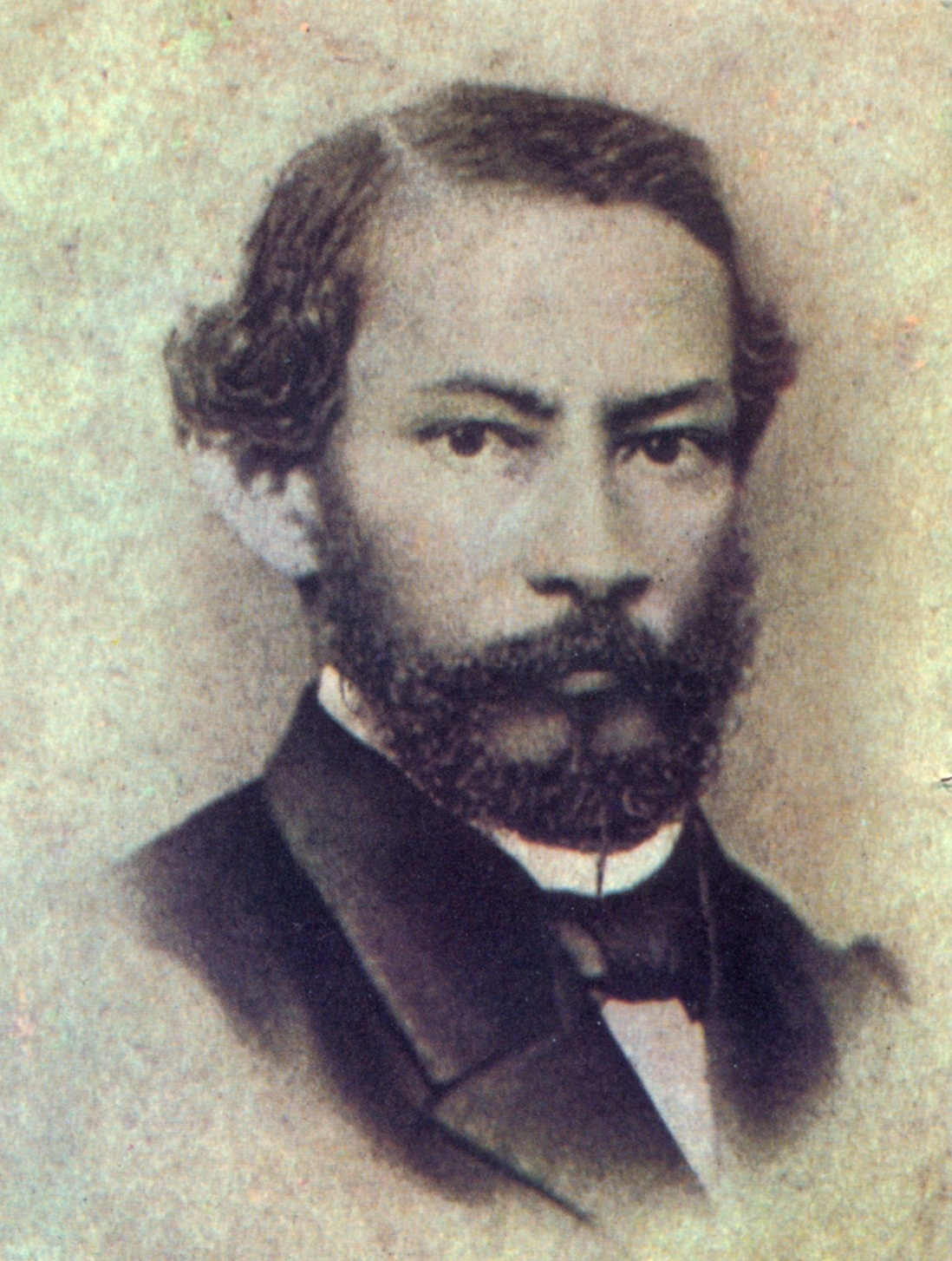
Gonçalves Dias
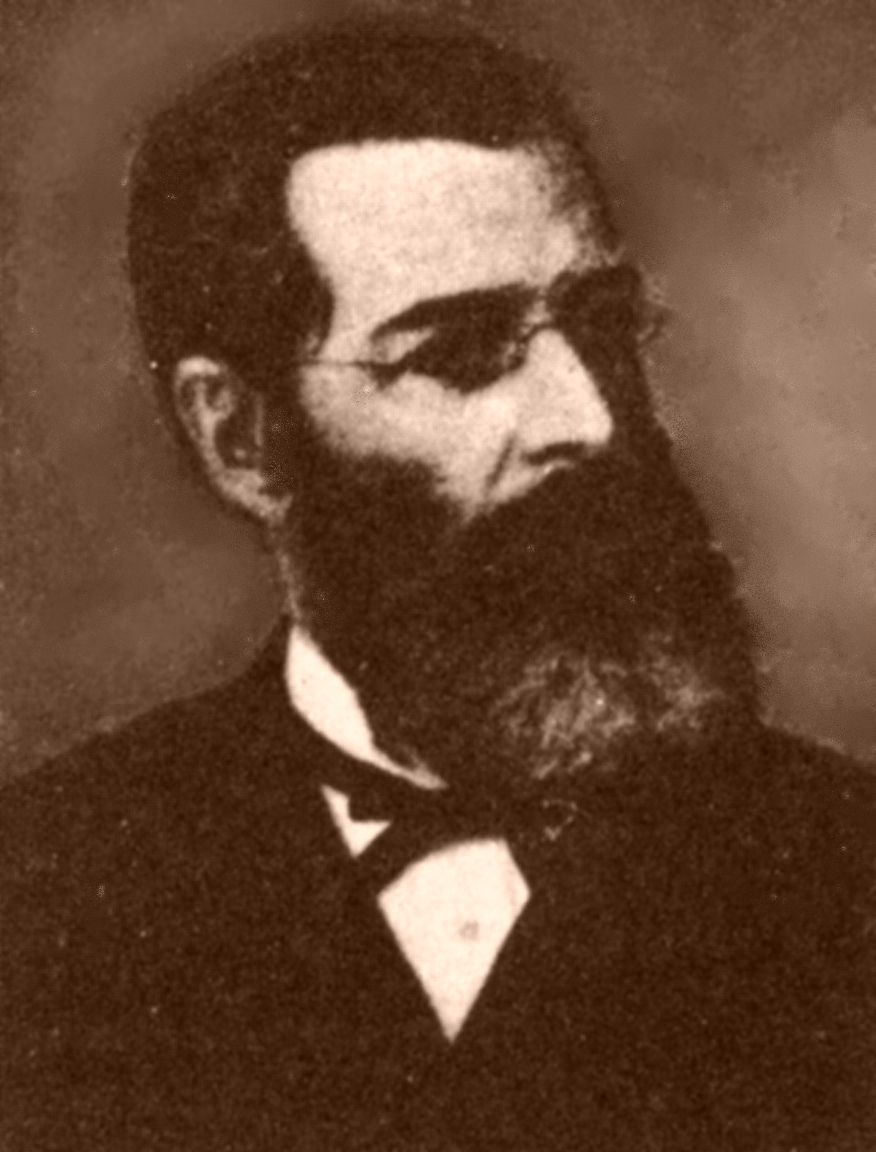
José Martiniano de Alencar
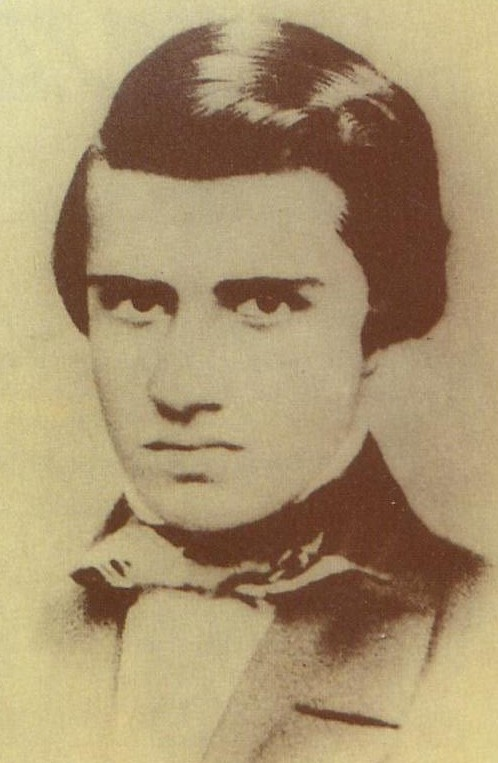
Álvares de Azevedo

- Domingos José Gonçalves de Magalhães (1811-1882), médecin, professeur, diplomate, poète, politique
- Manuel de Araújo Porto-Alegre (1806-1879), poète, peintre, architecte, diplomate
- Joaquim Manuel de Macedo (1820-1882), journaliste, romancier, poète, dramaturge, A Moreninha (1844), O Moço Loiro (1845)
- Gonçalves Dias (1823-1864), poète, dramaturge, linguiste, ethnographe, I-Juca-Pirama (1851), Patkull (1843)
- Laurindo Rabelo (pt) (1826–1864), médecin, poète, professeur
- Aureliano Lessa (pt) (1828–1861), poète
- José Martiniano de Alencar (1829-1877), juriste, philosophe, romancier, Iracema (1865)
- Álvares de Azevedo (1831–1852), poète, dramaturge, romancier,Lira dos Vinte Anos (1853), Noite na Taverna (1855)
- Manuel Antônio de Almeida (1831-1861), dramaturge, romancier, Memorias de un sargento de milicias (1852)
- Junqueira Freire (pt) (1832–1855), poète
- Pedro de Calasans (pt) (1837–1874), poète, critique, journaliste
- Casimiro de Abreu (1839–1860), poète, romancier
- Fagundes Varela (1841–1875), Vozes da America (1864), Cantos e Fantasias (1865)

#### Condiréirisme
- Condoreirismo (pt)
- Tobias Barreto (1839–1889)
- Castro Alves (1847–1871), poète, Espumas Flutuantes (1870)
- Pedro Luís Pereira de Sousa (1839–1884)
- Joaquim de Sousa Andrade (1833–1902)
- José Bonifácio Le Jeune (1827–1886)

#### Réalisme et naturalisme

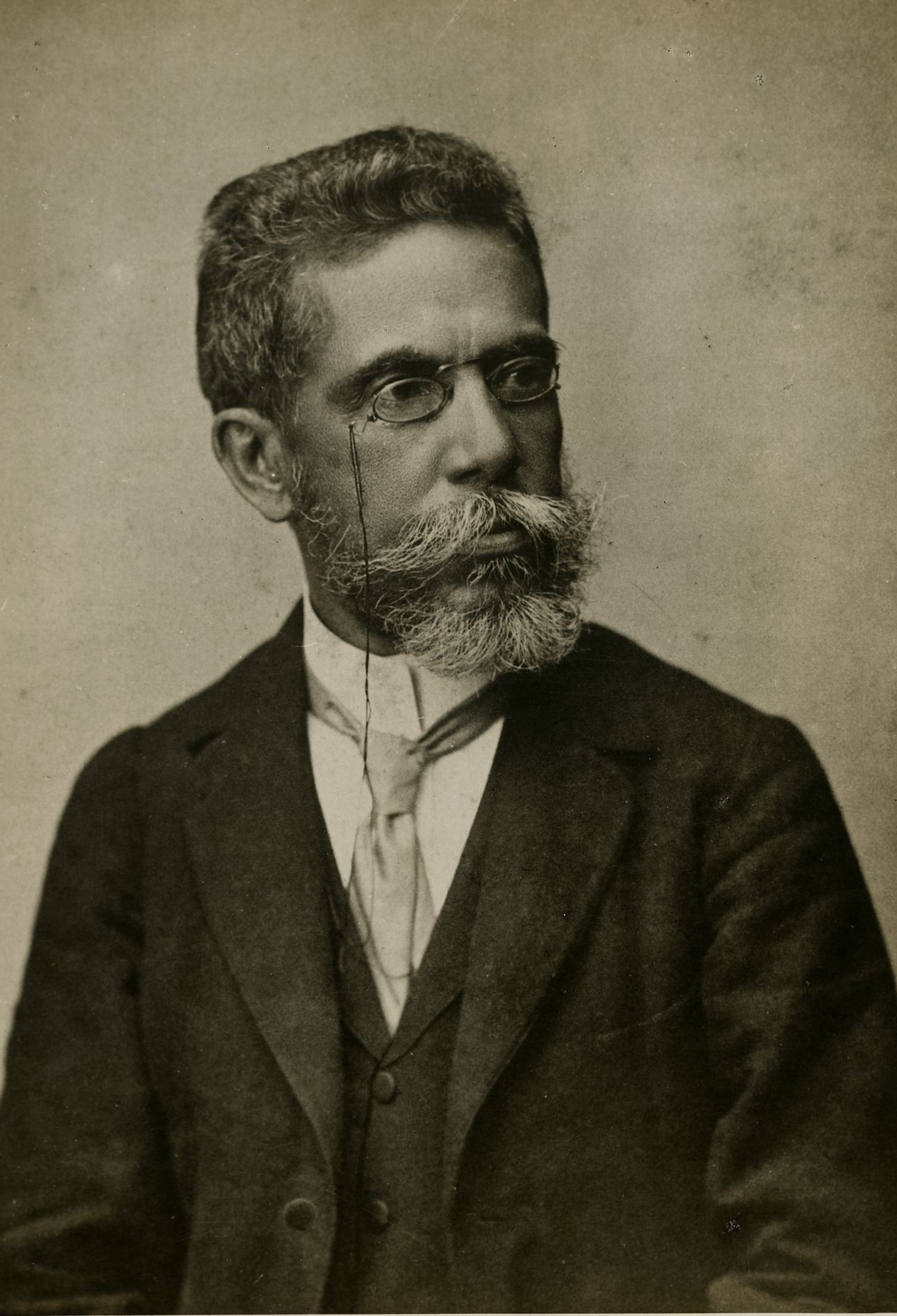
Joaquim Maria Machado de Assis
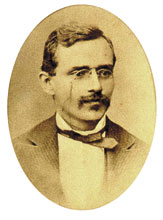
Franklin Távora
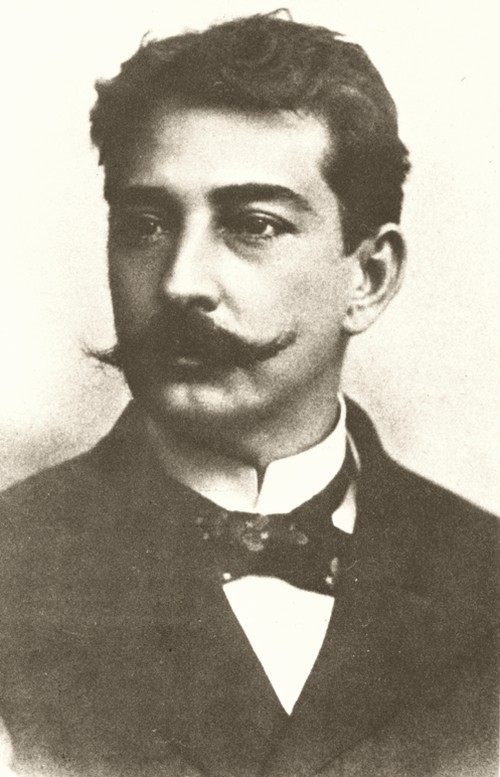
Aluísio Azevedo
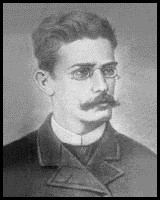
Raul Pompeia
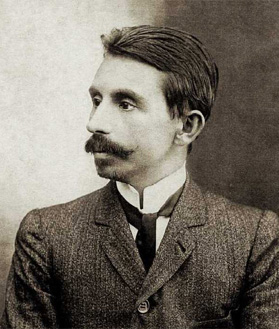
Euclides da Cunha

- Joaquim Maria Machado de Assis (1839-1908), chroniqueur, essayiste, poète, romancier, dramaturge, critique, Mémoires posthumes de Brás Cubas (1881), Quincas Borba (1891), Dom Casmurro (1899)
- Franklin Távora (1842-1888), journaliste, romancier, O Cabeleira (1876)
- Júlio Ribeiro (1845-1890), romancier
- Inglês de Sousa (pt) (1853-1918)
- Aluísio Azevedo (1857-1913), romancier, conteur, diplomate, nouvelliste, dramaturge, Uma Lágrima de Mulher (pt) (1880)
- Raul Pompeia (1863-1895)
- Euclides da Cunha (1866-1909), journaliste, ingénieur, sociologue, Os Sertões (traduction française sous le titre Hautes Terres)

#### Fin de siècle
- Parnasianismo au Brésil (pt)
- Symbolisme au Brésil (pt)
- Pré-modernisme (au Brésil) (pt)
- João Simões Lopes Neto (1865-1916), romancier, dramaturge
- Afonso Henriques de Lima Barreto (1881-1922), journaliste, romancier, Triste Fim de Policarpo Quaresma (1911)
- Monteiro Lobato (1882-1948), traducteur, romancier, jeunesse, O Presidente Negro (1926)
- Augusto dos Anjos (1884-1914), poète

### XXesiècle

#### 1920-1940: Modernisme brésilien
- Modernisme brésilien
- Mouvement anthropophage, Manifeste anthropophage (1928)
- Semaine d'art moderne,

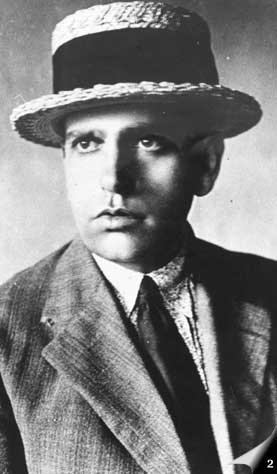
Oswald de Andrade
Carlos Drummond de Andrade
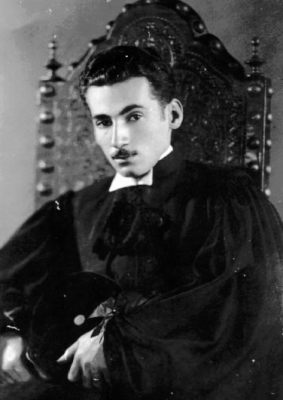
Jorge Amado
Érico Veríssimo
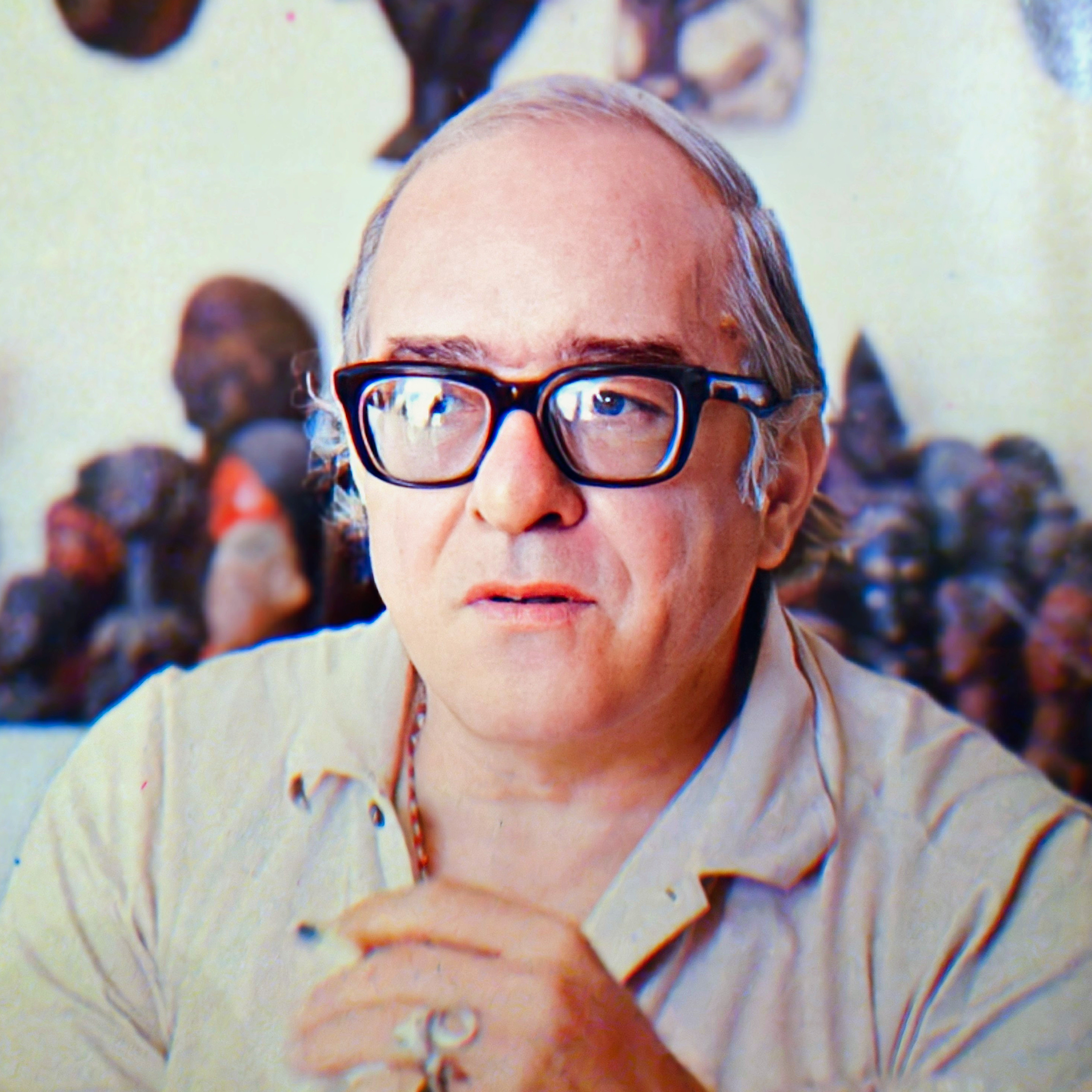
Vinícius de Moraes

- Manuel Bandeira (1886-1968), poète, prosateur, cririque
- José Américo de Almeida (1887-1980), romancier, essayiste, poète
- Guilherme de Almeida (1890-1969), avocat, journaliste, poète, essayiste, traducteur
- Oswald de Andrade (1890-1954), Memórias Sentimentais de João Miramar)
- Graciliano Ramos (1892-1953), romancier, journaliste, mémorialiste
- Menotti Del Picchia (1892-1988), poète, journaliste, romancier, avocat, politique, Assis Chateaubriand e a sua obra
- Juó Bananère (1892-1933), ingénieur, écrivain, poète
- Mário de Andrade (1893-1945), Paulicéia Desvairada, Macunaíma
- Jorge de Lima (1893-1953), poète, romancier, biographe, essayiste, traducteur
- Ronald de Carvalho (1893-1935), poète, politique
- Cassiano Ricardo (1894-1974), journaliste, poète, essayiste
- Cassiano Ricardo (1895-1974), journaliste, poète, essayiste, traducteur
- Cornélio Pena (1896-1958), peintre, dessinateur, écrivain
- José Geraldo Vieira (1897-1987), romancier, critique, poète, essayiste, Terreno baldio
- Raul Bopp (1898-1984), poète, diplomate
- Ribeiro Couto (1898-1963), poète, conteur, romancier, magistrat, diplomate,
- Dante Milano (1899-1991), poète
- Murilo Mendes (1901-1975), poète, prosateur
- José Lins do Rego (1901-1957), romancier, chroniqueur
- Henriqueta Lisboa (1901-1985), poète
- Antônio de Alcântara Machado (1901-1935)
- Cecília Meireles (1901-1964)
- Carlos Drummond de Andrade (1902-1987)
- Adalgisa Nery (1905-1980)
- Érico Veríssimo (1905-1975), conteur, romancier, journaliste
- Augusto Frederico Schmidt (1906-1965), poète
- Cyro dos Anjos (1906-1994), avocat, journaliste, chroniqueur, romancier, essayiste
- Mário de Miranda Quintana (1906-1994), poète, traducteur, journaliste
- Marques Rebelo (1907-1973), romancier, conteur, journaliste
- Otávio de Faria (1908-1980), journaliste, romancier, Mundos Mortos, A Tragédia Burguesa
- Patrícia Galvão Pagu (1910-1962), poétesse, dramaturge, traductrice, journaliste
- Rachel de Queiroz (1910-2003), journaliste, dramaturge, traductrice
- Jorge Amado (1912-2001), romancier
- Lúcio Cardoso (en) (1912-1968), romancier, dramaturge, poète, journaliste
- Vinícius de Morais (1913-1980)
- Euclides Neto (1925-2000)[1], avocat, essayiste, chroniqueur, romancier

#### Geração de 45

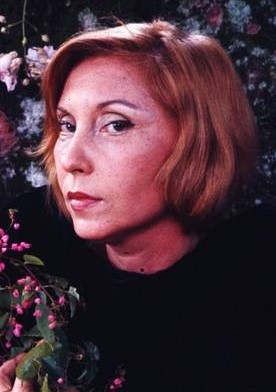
Clarice Lispector
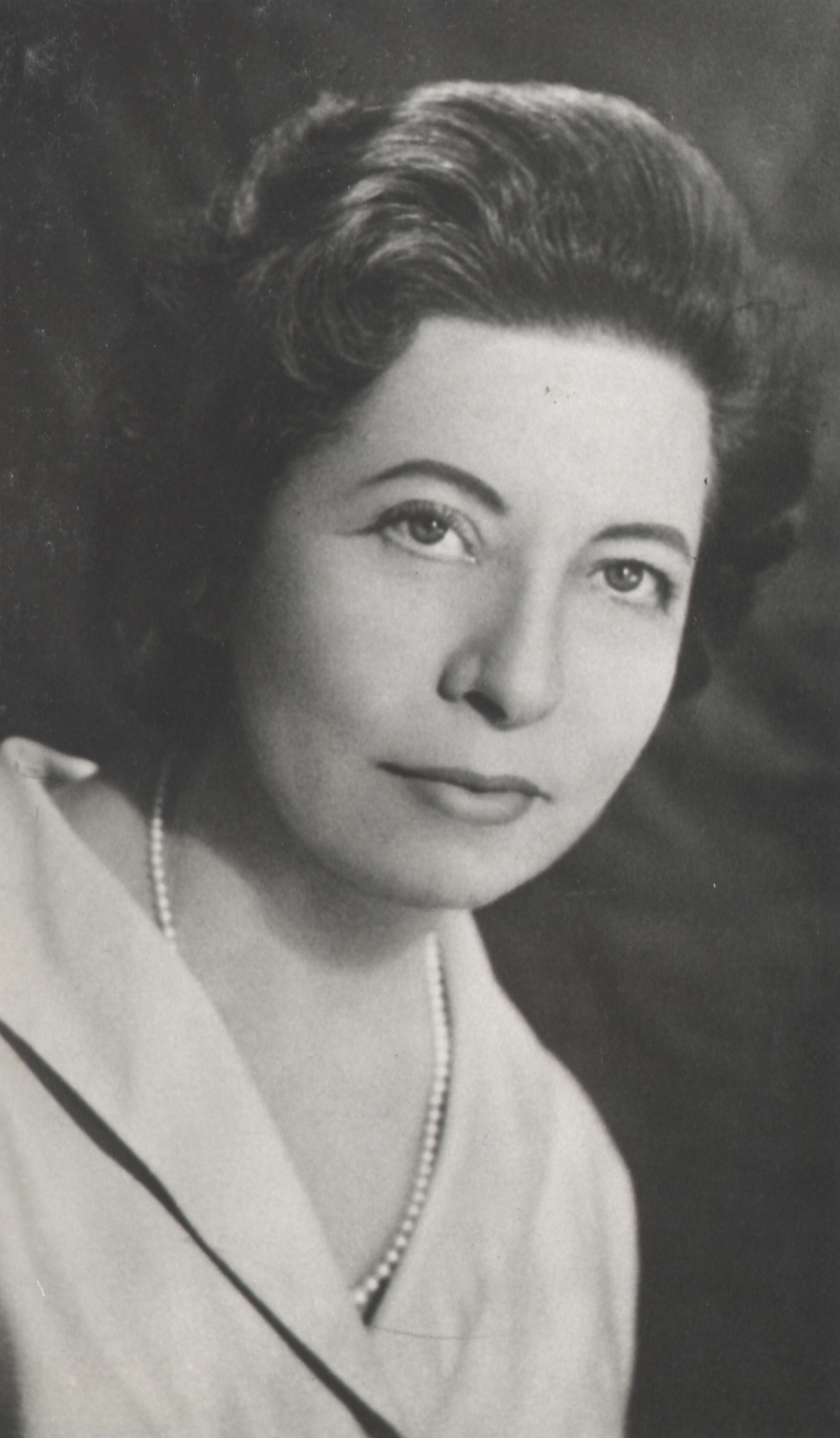
Elisa Lispector
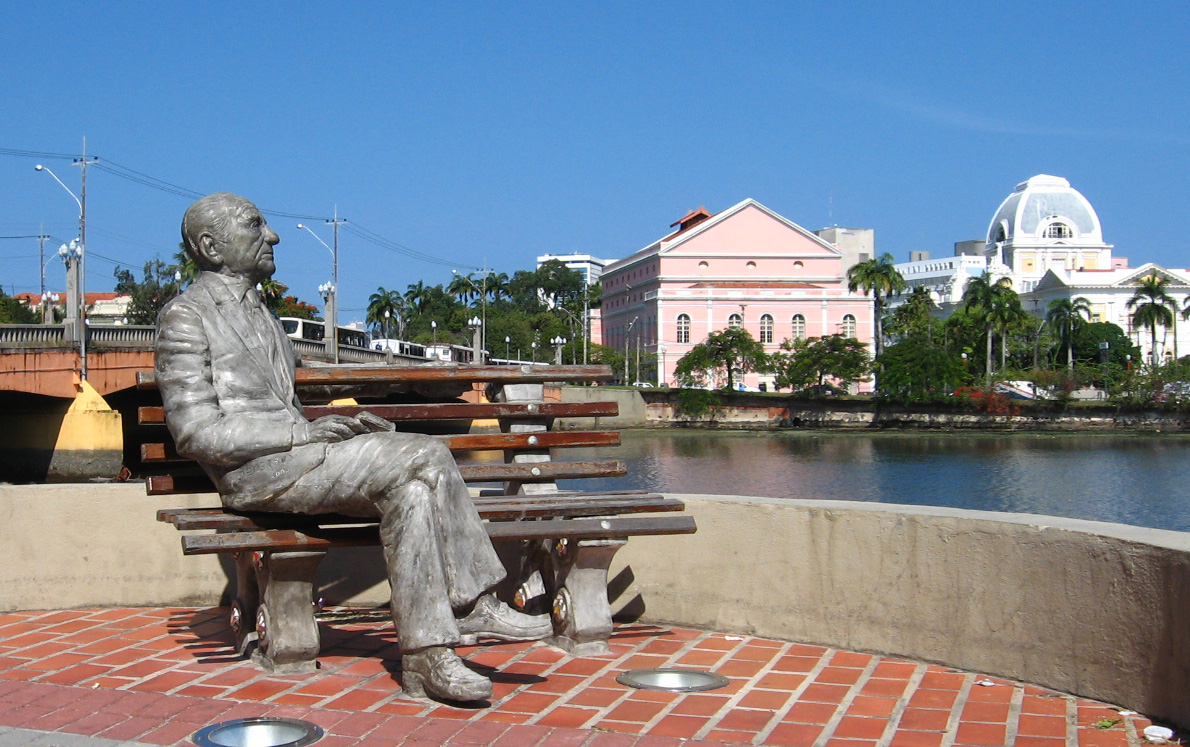
João Cabral de Melo Neto
Nélson Rodrígues

- Postmodernité
- Clarice Lispector (1920-1977)
- Dalcídio Jurandir (1909-1979), Chove nos Campos de Cachoeira (1941), Belém do Grão Pará (1960)
- Elisa Lispector (pt) (1911-1989)
- Geir Campos (pt) (1924-1999), poète, journaliste, traducteur
- João Guimarães Rosa (1908-1967)
- João Cabral de Melo Neto (1920-1999)
- Jorge Andrade (1922-1984) (écrivain, non footballeur professionnel)
- Lêdo Ivo (1924-2012)
- Mauro Mota (pt) (1911-1984)
- Geraldo Vidigal (pt) (1921-2010), poète, juriste
- Domingos Carvalho da Silva (pt) (1915-2003)
- Nelson Rodrigues (1912-1980)
- Péricles Eugênio da Silva Ramos (pt) (1919-1992), Rosa extinta : poemas (1945)

#### Concretismo(pt)(1950-1960)
- Poésie concrète

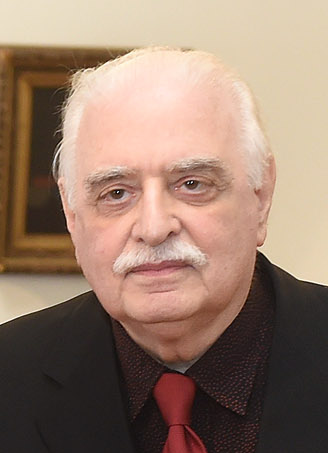
Augusto de Campos
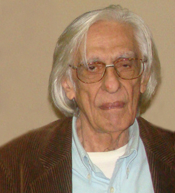
Ferreira Gullar
José Lino Grünewald
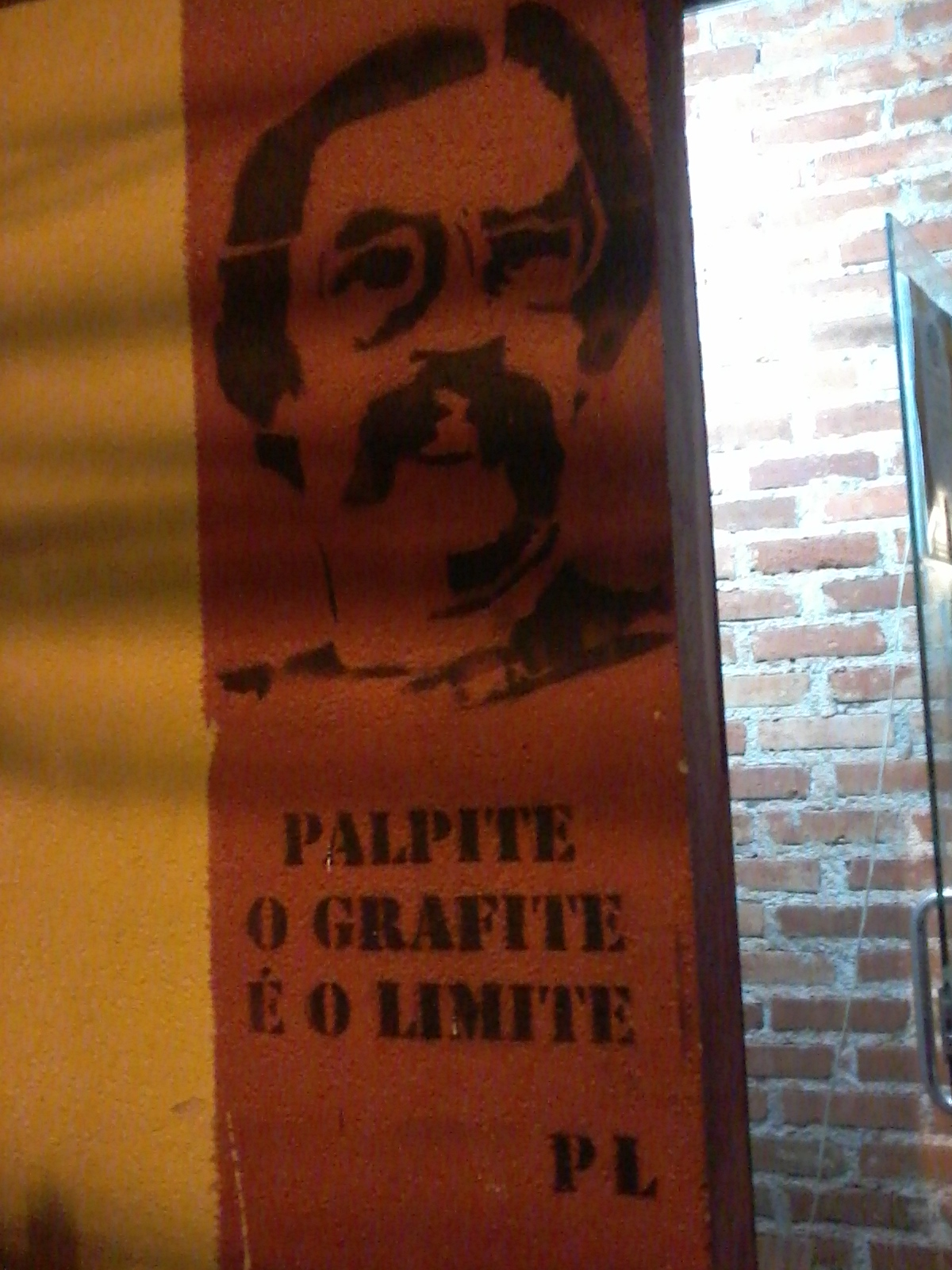
Paulo Leminski
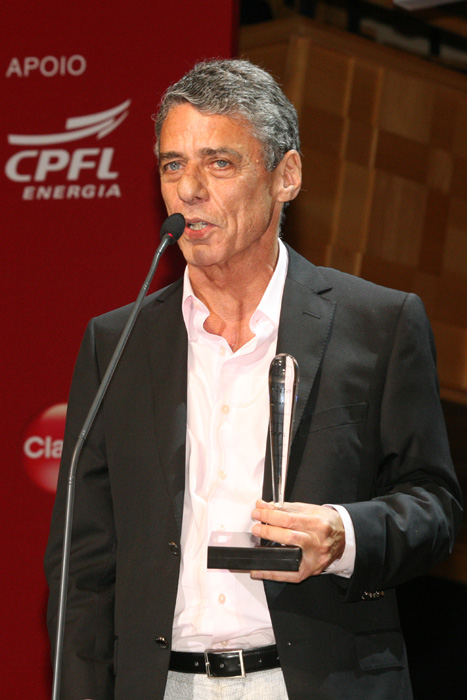
Chico Buarque

- Neoconcretismo (pt)
- Revue Noigandres (pt)
- Augusto de Campos (1931-), poète
- Haroldo de Campos (pt) (1929-2003), poète, traducteur
- Décio Pignatari (1927-2012), poète, traducteur, essayiste,
- Ronaldo Azeredo (1937-2006), poète
- Wlademir Dias-Pino (pt) (1927-2018), poète, artiste visuel
- Mário Chamie (pt) (1933-2011), poète, critique
- Edgard Braga (pt) (1897-1985), poète visuel, expérimental, médecin
- Pedro Xisto (pt) (1901-1987), poète visuel, théoricien, journaliste, haïkuiste
- José Lino Grünewald (pt) (1931-2000), poète, traducteur, critique de cinéma, journaliste
- Ferreira Gullar (1930-2016), poète, traducteur, critique d'art, biographe, mémorialiste
- José Paulo Paes (pt) (1926-1998), poète, traducteur, critique littéraire, essayiste
- Paulo Leminski (1944-1989), poète, traducteur, critique littéraire

#### Auteurs contemporains
- Adélia Prado (1935-)
- Adonias Filho (1961-)
- Affonso Romano de Sant'Anna (1937-)
- Alberto Mussa (1961-)
- Álvaro Cardoso Gomes (1944-)
- Ana Maria Machado (1941-)
- Ana Miranda (1971-)
- Ana Cristina Cesar (1952-1983)
- Angela Dutra de Menezes (1946-)
- Antônio Callado (1917-1997)
- Antônio Carlos Viana (1944-2016)
- Antônio Torres (1940-)
- Ariano Suassuna (1927-2014)
- Armando Freitas Filho (1940-)
- Augusto Boal (1931-2009)
- Augusto de Campos (1931-)
- Autran Dourado (1926-2012)
- Bernardo Élis (1915-1997)
- Bernardo Carvalho (1960-)
- Bruno Tolentino (1940-2007)
- Cacaso ou Antônio Carlos de Brito (1944-1987)
- Caio Fernando Abreu (1948-1996)
- Campos de Carvalho (1916-1998)
- Carlos Heitor Cony (1926-2018)
- Carlos Herculano Lopes (1956-)
- Carlos Nascimento Silva (1937-)
- Carlos Nejar (1939-)
- Chico Buarque de Holanda (1944-)
- Cora Coralina (1889-1985)
- Cristóvão Tezza (1952-)
- Dalton Trevisan (1925-)
- Davino Ribeiro de Sena (1957-)
- Décio Pignatari (1927-2012)
- Dias Gomes (1922-1999)
- Domício Proença Filho (1936-)
- Donizete Galvão (1955-2014)
- Edla Van Steen (1936-2018)
- Eduardo Spohr (1976-)
- Elias José (1936-2008)
- Esdras do Nascimento (1934-2015)
- Fernando Sabino (1923-2004)
- Flávio Viegas Amoreira (1965-)
- Francisco Alvim (1938-)
- Geraldo Ferraz, Benedito Geraldo Ferraz Gonçalves (1905-1979)
- Gerardo Mello Mourao (1917-2007)
- Gianfrancesco Guarnieri (1934-2006)
- Gabriel de Paula Machado (1924-2017)
- Haroldo de Campos (1929-2003)
- Harry Laus (1922-1992)
- Herberto Sales (1917-1999)
- Hilda Hilst (1930-2004)
- Horácio Costa (1954-)
- Ignácio de Loyola Brandão (1936-)
- Izomar Camargo Guilherme (1938-)
- João Almino (1950-)
- João Antônio (1937-1996)
- João Gilberto Noll (1946-2017)
- João Ubaldo Ribeiro (1941-2014)
- Joel Silveira (1918-2007)
- Jorge Amado (1912-2001)
- Jorge Sá Earp (1955-)
- José Cândido de Carvalho (1914-1989)
- José Clemente Pozenato (1938-)
- José J. Veiga (1915-1999)
- José Paulo Paes (1926-1998)
- José Roberto Torero (1963-)
- Josué Montello (1917-2006)
- José Sarney (1930-)
- Leo Vaz (1890-1973)
- Lindanor Celina (1917-2003)
- Lindolfo Rocha (1862-1911)
- Livia Garcia-Roza (?)
- Luís Fernando Veríssimo (1936-)
- Luiz Antonio de Assis Brasil (1945-)
- Luiz Vilela (1942-)
- Lya Luft (1938-2021)
- Lygia Fagundes Teles (1923-)
- Manoel Carlos Karam (1947-2007)
- Manoel de Barros (1916-2014)
- Marcelo Mirisola (1966-)
- Marcelo Rubens Paiva (1959-)
- Márcia Frazão (1951-)
- Margarete Solange (1961-)
- Marina Colasanti (1937-)
- Mário Prata (1946-)
- Mário de Miranda Quintana (1906-1994)
- Mário Ribeiro da Cruz (1928-)
- Marques Rebelo (1907-1973)
- Miguel Martins Abrahão (1961-)
- Millôr Fernandes (1923-2012)
- Moacyr Scliar (1937-2011)
- Modesto Carone (1937-)
- Murilo Rubião (1916-1991)
- Nélida Piñon (1937-)
- Nelson Motta (1944-)
- Olga Savary (1933-)
- Otto Lara Resende (1922-1992)
- Osman Lins (1924-1978)
- Paulo Aquarone (1956-)
- Paulo Coelho (1947-)
- Paulo Leminski (1944-1989)
- Paulo Lins (1958-)
- Paulo Mendes Campos (1922-1991)
- Paulinho Assunção (1951-)
- Pedro Bandeira (1942-)
- Pedro Nava (1903-1984)
- Per Johns (1933-)
- Polibio Alves (1941)
- Raduan Nassar (1935-)
- Reinaldo Moraes (1950-)
- Renard Perez (1928-2015)
- Ricardo Ramos (1929-1992)
- Ronald Claver (1946-)
- Roberto Drummond (1933-2002)
- Rubem Braga (1913-1990)
- Rubem Fonseca (1925-)
- Ruth Rocha (1931-)
- Ruy Castro (1948-)
- Samuel Rawet (1929-1984)
- Sérgio Sant'Anna (1941-)
- Silviano Santiago (1936-)
- Thales de Andrade (1890-1977)
- Yara Cecim (?)
- Zélia Gattai (1916-2008)
- Zulmira Ribeiro Tavares (1930-)

### XXIesiècle
- Denis Mandarino (en) (1964-)
- Versatilist manifesto (en) (2007)

#### Prose

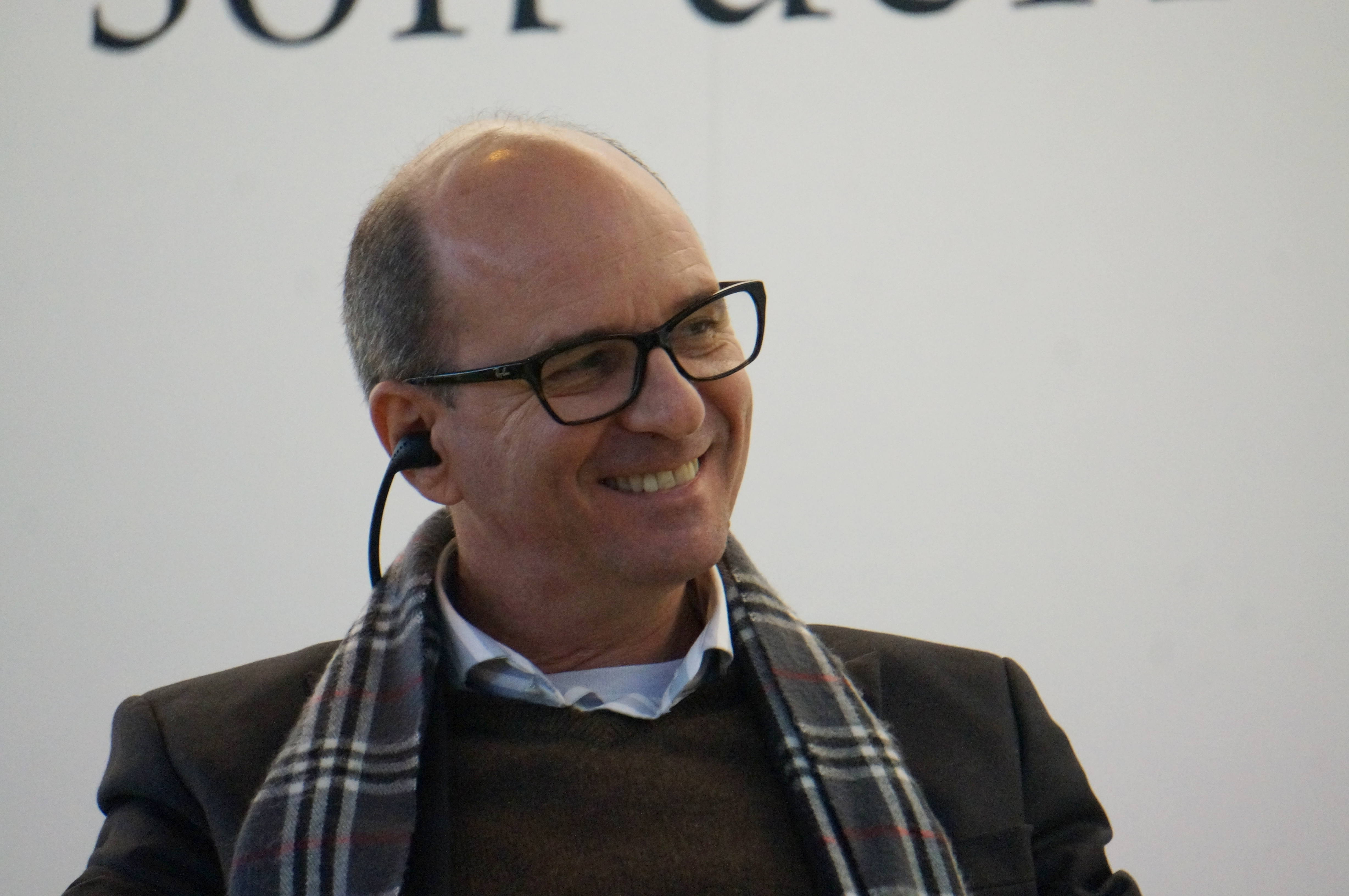
Luiz Ruffato
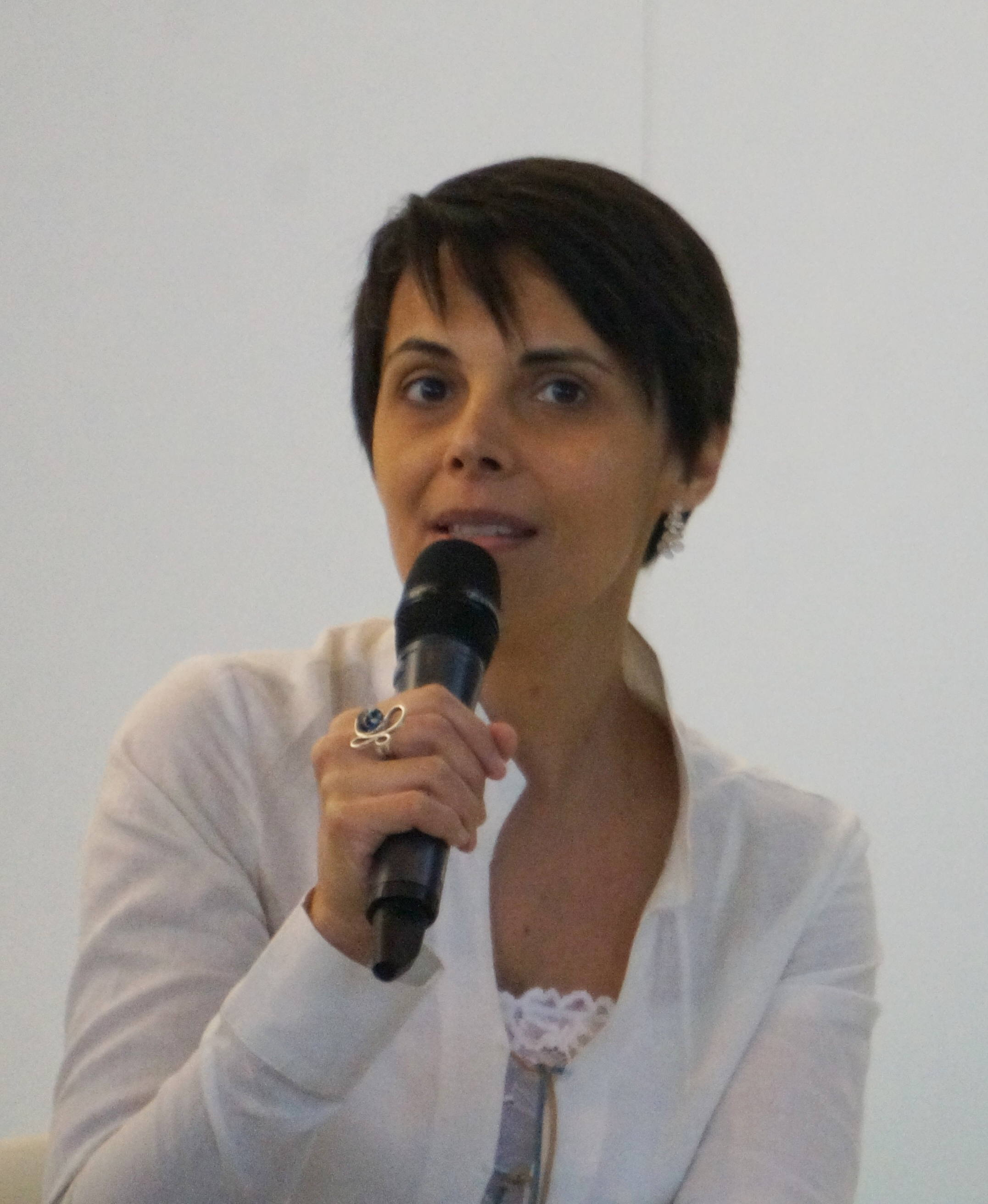
Adriana Lisboa
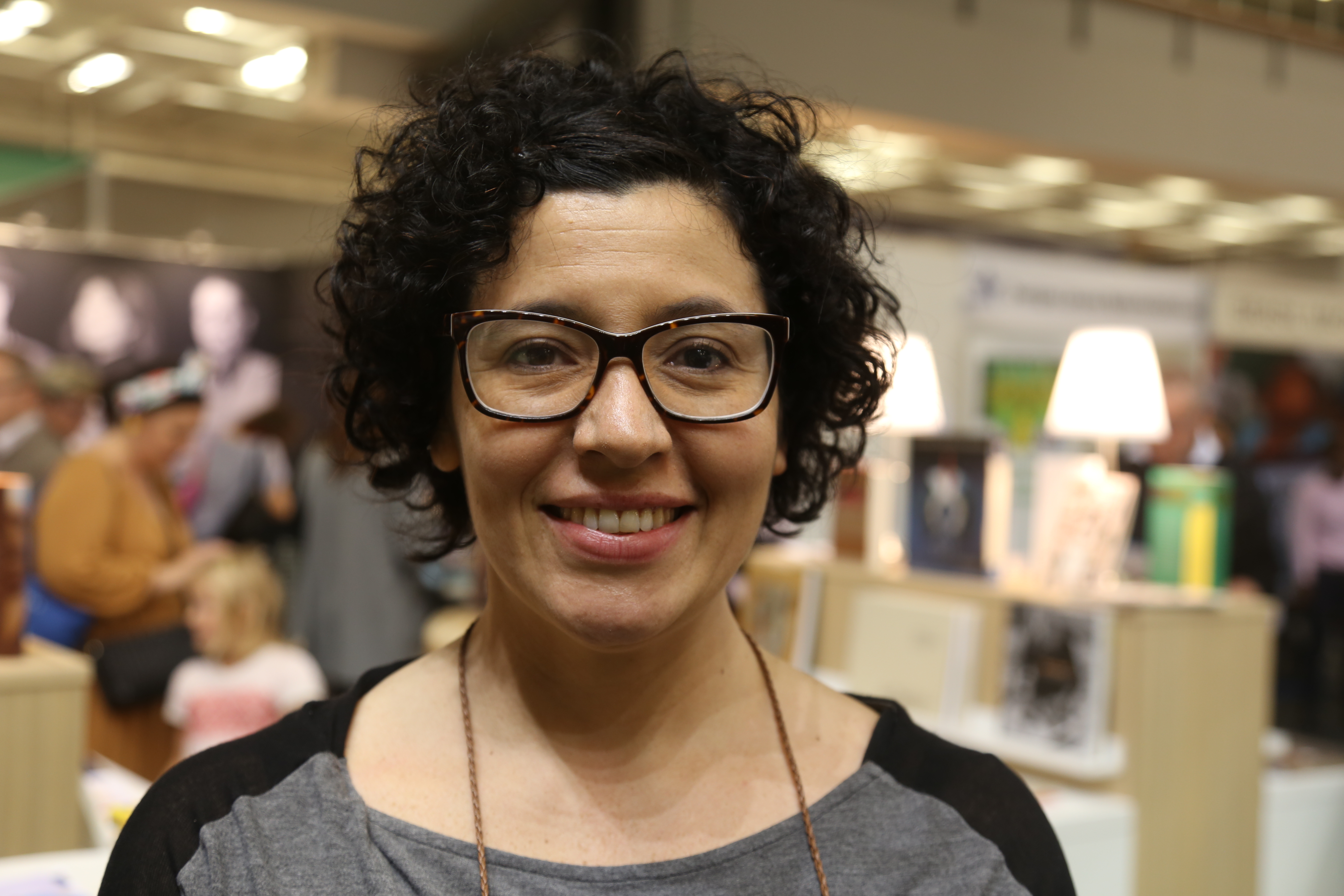
Andréa del Fuego

- Luiz Alfredo Garcia-Roza (1936-)
- Modesto Carone (1937-)
- Sonia Sant'Anna (1938-)
- Ivan Sant'anna (1940-)
- Vicente Franz Cecim (1946-)
- Zé Rodrix (1947-2009)
- João Almino (1950-)
- Ivana Arruda Leite (1951-)
- Milton Hatoum (1952-)
- Marçal Aquino (1958-)
- Cintia Moscovich (1958-)
- Bernardo Carvalho (1960-)
- Adriana Falcão (1960-)
- Alberto Mussa (1961-)
- Luiz Ruffato (1961-)
- Ronaldo Cagiano (1961-)
- Fernando Molica (1961-)
- Fernando Bonassi (1962-)
- Mário Bortolotto (1962-)
- Xico Sá (1962-)
- Patrícia Melo (1962-)
- Thales Guaracy (1964-)
- Amílcar Bettega Barbosa (1964-)
- André Sant'Anna (1964-)
- Miguel Sanches Neto (1965-)
- Paulo Scott (1966-)
- Nelson de Oliveira (1966-)
- André Vianna (1966-)
- Marcelino Freire (1967-)
- Christiane Tassis (1967-)
- Joca Reiners Terron (1968-)
- Fernanda Young (1970-)
- Adriana Lisboa (1970-)
- Índigo (1971-)
- Letícia Wierzchowski (1972-)
- Celso Kallarrari (1973-)
- Luis Eduardo Matta (1974-)
- Daniel Pellizzari (1974-)
- Andréa del Fuego (1975-)
- Leonardo de Moraes (1977-)
- Santiago Nazarian (1977-)
- João Paulo Cuenca (1978-)
- Clarah Averbuck (1979-)
- Daniel Galera (1979-)
- Itamar Vieira Júnior (en) (1979-)[2]
- Simone Campos (1983-)
- Clarice Pacheco (1989-2002)
- Geovani Martins (1991-)
- Carol Bensimon (1982-)

#### Poésie
- Thiago de Mello (1926-2022)
- Francisco Alvim (1938-)
- Carlos Lima (poète) (pt) (1945-)
- Paulo Henriques Britto (1951-)
- Horacio Costa (1954-)
- Paulo Aquarone (1956-)
- Carlito Azevedo (1961-)
- Claudio Daniel (1962-)
- André Vianna (1966-)
- Fabio Weintraub (1967-)
- Carlos Eduardo Drummond (1971-)
- Virna Teixeira (1971-)
- Fabrício Carpinejar (1972-)
- Micheliny Verunschk (1972-)
- Fabiano Calixto (1973-)
- Angélica Freitas (1973-)
- Delmo Montenegro (1974-)
- Paulo Ferraz (1974-)
- Annita Costa Malufe (1975-)
- Tarso de Melo (1976-)
- Augusto Meneghin] (1980 ?)[3]
- Clarice Pacheco (1989-2002)

## Auteurs
- Liste alphabétique d'écrivains brésiliens
- Liste d'écrivains brésiliens par année de naissance
- Lista de obras em língua portuguesa sob domínio público (pt)
- List of Brazilian women writers (en)
- Dramaturges brésiliens
- Aparecida Vilaça, anthropologue, Paleto et moi (Souvenirs de mon père indigène) (2018)

## Œuvres
- Œuvres littéraires brésiliennes
- Romans brésiliens
- Littérature de cordel, Folhetos (brochures)

## Institutions
- Académie brésilienne des lettres (ABL, 1897, Rio de Janeiro), Liste des membres de l'Académie brésilienne des lettres
- Academia Catarinense de Letras (pt) (1920), à Florianópolis (Santa Catarina)
- Academia Paulista de Letras (pt) (1909), à São Paulo
- Academia de Letras dos Campos Gerais (pt) (1999, Ponta Grossa (Paraná))
- Bibliothèque nationale du Brésil, Archives nationales du Brésil
- Bibliothèques brésiliennes par municipalité (pt)
- Festa Literária Internacional de Paraty (pt) depuis 2003
- Histoire du livre au Brésil (pt)

### Prix littéraires
- Prix littéraires brésiliens (pt) ou lusophones :
  - Prix Camões, Prix Jabuti, Prix Machado de Assis, Prix Portugal Telecom de Literatura (Oceanos-Prêmio de Literatura em Língua Portuguesa)
  - Prix São Paulo de Littérature (pt), Prix Littéraire de la Fondation Bibliothèque Nationale du Brésil (pt), Associação Paulista de Críticos de Arte

## Autres langues
- Langues au Brésil, portugais brésilien (PB, utilisé par 97 % de la population), langues indigènes du Brésil
- Littérature luso-germanique (en)
- Littérature indigène au Brésil (pt)
- Littérature afro-brésilienne